# 나가시마 히카리
나가시마 히카리(일본어: 長嶋 洸, 1993년 12월 2일 ~ )는 일본의 여자 축구 선수이다.

## 구단 경력
나데시코 리그, WE리그의 우라와 레즈, 요코하마 FC 시걸스, 오미야 아르디자 VENTUS, 노지마 스텔라 가나가와 사가미하라에서 활동했다.

## 국가대표팀 경력
그녀는 2010년 FIFA U-17 여자 월드컵에 참가할 일본 U-17 국가대표팀에 발탁되었으며, 1경기에 출전, 1득점을 기록했으며 준우승.